# Groupe M6
Groupe M6, cuya razón social es Métropole Télévision SA, es uno de los grupos audiovisuales más importantes de Francia. Fue formado a partir de la creación de la televisión comercial M6, que comenzó sus emisiones el 1 de marzo de 1987.
El grupo gestiona las cadenas de televisión generalistas y temáticas M6, W9, 6ter, Paris Première, Téva, además de emisoras de radio RTL, RTL2 y Fun Radio. También está presente en sociedades de producción y distribución de cine y televisión.

## Organización

### Equipo directivo
El grupo M6 está dirigido por un comité ejecutivo, compuesto por cuatro miembros incluyendo al presidente, y un consejo de administración, compuesto de doce miembros entre los cuales está el presidente, desde el 26 de mayo del 2000. Previamente, el grupo estuvo dirigido por un presidente-director general asistido por un director general adjunto.
Presidentes del consejo de administración
- Jean Drucker: 26 de mayo de 2000 - 18 de abril de 2003.[6] (Presidente-director general de marzo de 1987 a mayo del 2000[7])
- Albert Frère: 30 de abril de 2003 - 28 de abril de 2015[8]
- Guillaume de Posch: desde el 28 de abril de 2015[9]

Presidentes del comité ejecutivo
- Nicolas de Tavernost: desde el 26 de mayo de 2000[6]

Vicepresidentes del comité ejecutivo
- Christopher Baldelli: desde el 8 de octubre de 2017[10]

Directores administrativos y financieros
- Laurent Agrech: 1993 - diciembre de 2003[11]
- Jérôme Lefébure: desde diciembre de 2003[12]

Directores de recursos humanos
- Delphine Cazaux: 2002 - mayo de 2013[13]
- Christophe Foglio: desde mayo de 2013[14]

Directores de comunicación
- Michèle Lourdelle: marzo de 1987 - septiembre de 2004
- Myriam Multigner: septiembre de 2004 - septiembre de 2005[15]
- Émilie Pietrini: desde septiembre de 2005[16]

Director de emisiones
- Laurent de Lorme: desde abril de 2015[17]

Director de coordinación de la programación
- Christine Bouillet: desde abril de 2015[17]

### Capital
El grupo M6, cuya denominación social es Métropole Télévision, es una filial que pertenece en un 48,26% al grupo audiovisual luxemburgués RTL Group,  el cual pertenece en un 75,10% al grupo alemán Bertelsmann. Los otros accionistas del grupo son la Compagnie nationale à portefeuille o CNP (7,24%), los empleados, dirigentes y administradores (0,81%) El resto del capital es flotante. El capital social del grupo M6 es de €50.565.699,20 descompuestos en 126.414.248 acciones. El grupo cotiza en la bolsa Euronext de Paris.
El grupo Suez fue el segundo mayor accionista durante la creación del grupo, ya que poseía un 5,1% del capital en 2005. Posteriormente se deshizo totalmente de toda su participación en 2008.

### Ubicación
La sede del grupo M6 se encuentra situada desde 1997 en el 89 de la avenida Charles-de-Gaulle en Neuilly-sur-Seine, al noroeste de París en la región de Île-de-France.

## Canales de Televisión

### Televisión en Francia
| logotipo | Canal          | Descripción                                         | Propiedad                     | Lanzamiento                                                   | HD |
| -------- | -------------- | --------------------------------------------------- | ----------------------------- | ------------------------------------------------------------- | -- |
|          | M6             | Canal generalista                                   | 100%                          | 1 de marzo de 1986 (como TV6) Adquisición: 1 de marzo de 1987 | Sí |
|          | W9             | Canal mini-generalista con tendencia musical        | 100%                          | 5 de marzo de 1998                                            | Sí |
|          | 6ter           | Canal generalista familiar                          | 100%                          | 12 de diciembre de 2012                                       | Sí |
|          | Paris Première | Canal generalista orientado a una audiencia CSP+    | 100%                          | 15 de diciembre de 1986                                       | Sí |
|          | Téva           | Canal mini-generalista orientado a público femenino | 100%                          | 6 de octubre de 1996                                          | Sí |
|          | M6 Music       | Canal musical                                       | 100%                          | 31 de marzo de 2005                                           | Sí |
|          | Série Club     | Canal temático de series                            | 50% Groupe TF1, 50% Groupe M6 | 8 de marzo de 1993                                            | Sí |

Canales desaparecidos
- Fun TV : canal temático musical creado el 22 de febrero de 1997 y cesada el 31 de diciembre de 2008.
- M6 Music Rock : canal temático musical creado el 10 de enero de 2005 y reemplazado el 20 de enero de 2009 por M6 Music Club.
- TF6 : cadena generalista familiar creada el 18 de diciembre de 2000 de forma conjunta entre el groupe TF1 y Groupe M6, y cesada el 31 de diciembre de 2014.
- M6 Music Black : cadena temática musical creada el 10 de enero de 2005 y cesada el 4 de enero de 2015.
- M6 Music Club : cadena temática musical creada el 20 de enero de 2009 y ceceda el 4 de enero de 2015.
- M6 Boutique cadena temàtica shopping creada el 19 de mayo de 1998 y cesada el 1 de julio de 2020.
- Girondins TV

### Televisión en Europa
Canales de televisión que el grupo posee fuera de Francia.
| Canal                 | Descripción                                   | Propiedad |
| --------------------- | --------------------------------------------- | --------- |
| M6 suisse             | Cadena generalista                            | 100 %     |
| W9 suisse             | Cadena mini-generalista con tendencia musical | 100 %     |
| Paris Prèmiere suisse | Cadena generalista disponible en HD           | 100 %     |